# بني واكلان (فزوان)
بني واكلان هي إحدى مشيخات المملكة المغربية، تتبع جغرافيا لإقليم بركان وإداريًا لفزوان. يقدر عدد سكانها بـ 4641 نسمة حسب الإحصاء الرسمي للسكان والسكنى لسنة 2004.